# Rowena Webster
Pour les articles homonymes, voir Webster.
Rowena Webster, née le 27 décembre 1987 à Melbourne, est une joueuse australienne de water-polo.

## Palmarès
- Jeux olympiques d'été de 2012 à Londres
  -  médaille de bronze au tournoi olympique